# Opéra
Opéra – stacja linii 3, 7 i 8 metra w Paryżu, położona na granicy 2. i 9. dzielnicy.

## Stacja
Stacja została otwarta w 1904 roku. Posiada trzy jednonawowe hale peronowe, każda z dwoma peronami bocznymi.
Nazwę zawdzięcza pobliskiej Operze Garnier, wzniesionej przez architekta Charles’a Garniera.
Stacja jest położona na końcu alei Avenue del’Opéra, jedno z jej wyjść znajduje się naprzeciwko budynku opery. Jest połączona przejściem podziemnym z dworcem Gare Auber kolejki RER. Dalsze podziemne korytarze łączą się ze stacją metra Havre – Caumartin, skąd kolejne przejścia prowadzą kolejno do dworca Gare Haussmann – Saint-Lazare RER, stacji metra Saint-Lazare i dworca kolejowego Gare Saint-Lazare (Transilien i pociągi dalekobieżne), tworząc największy podziemny kompleks przesiadkowy Paryża.
3 krzyżujące się na stacji Opéra linie metra przebiegają jedna ponad drugą w jednym punkcie, zwanym „studnią” (fr. puits).
Jedno z wejść na stację, zaprojektowane w 1900 roku przez Hectora Guimarda, jest od 29 maja 1978 wpisane na listę zabytków

## Przesiadki
Stacja umożliwia przesiadki na autobusy dzienne RATP i nocne Noctilien.

## Galeria

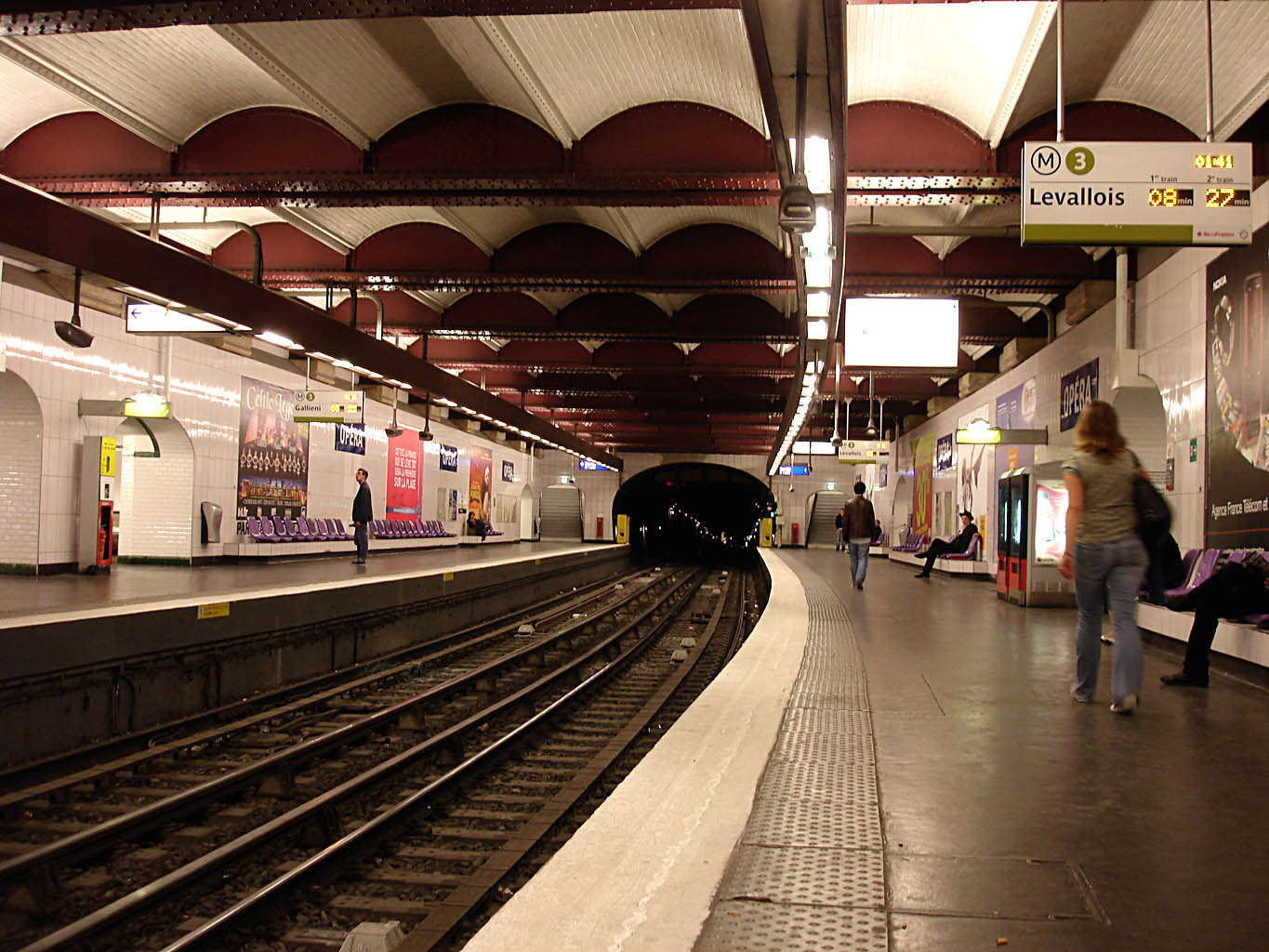
Perony linii 3
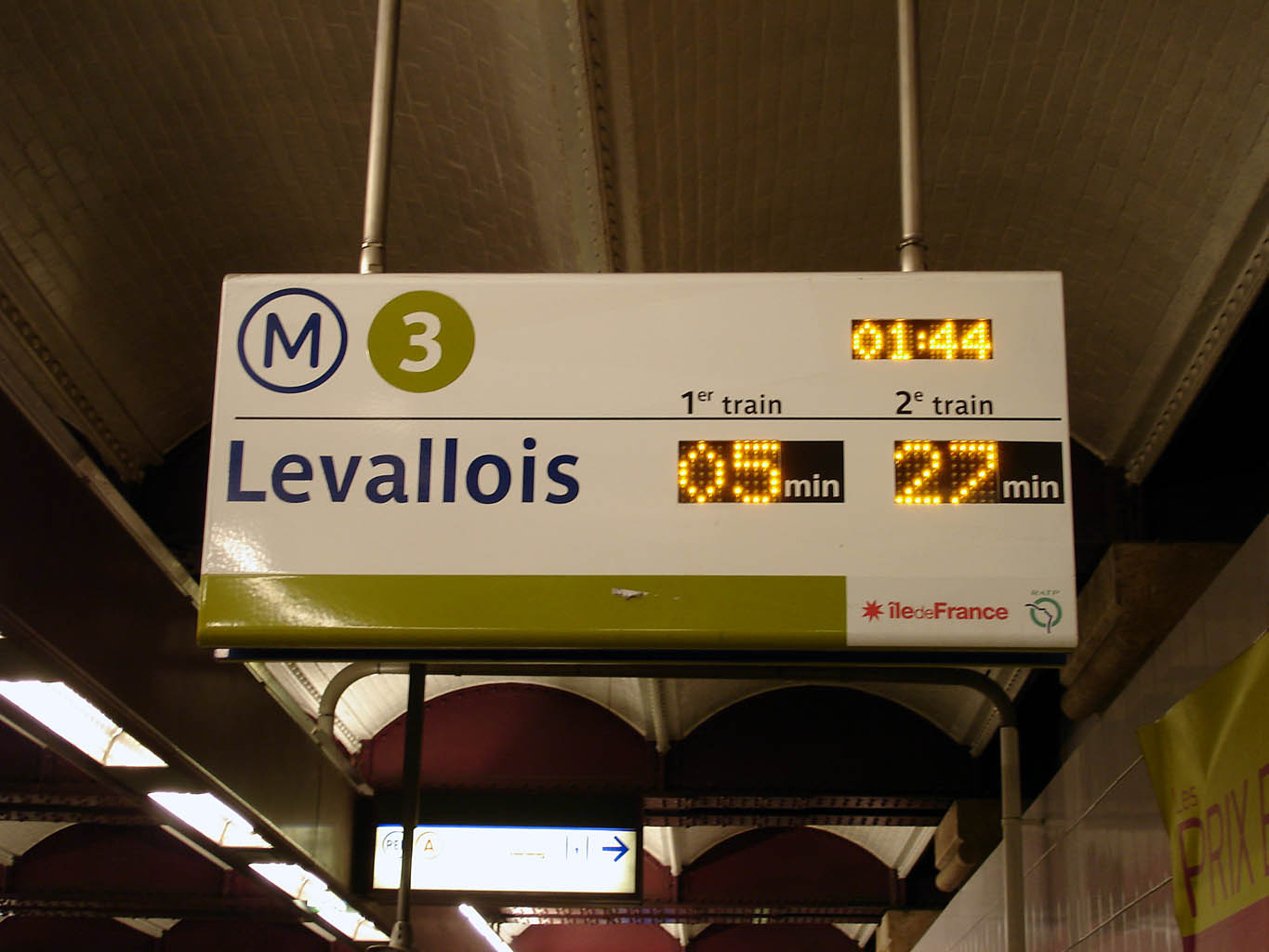
Tablica systemu informacji pasażerskiej SIEL, linia 3
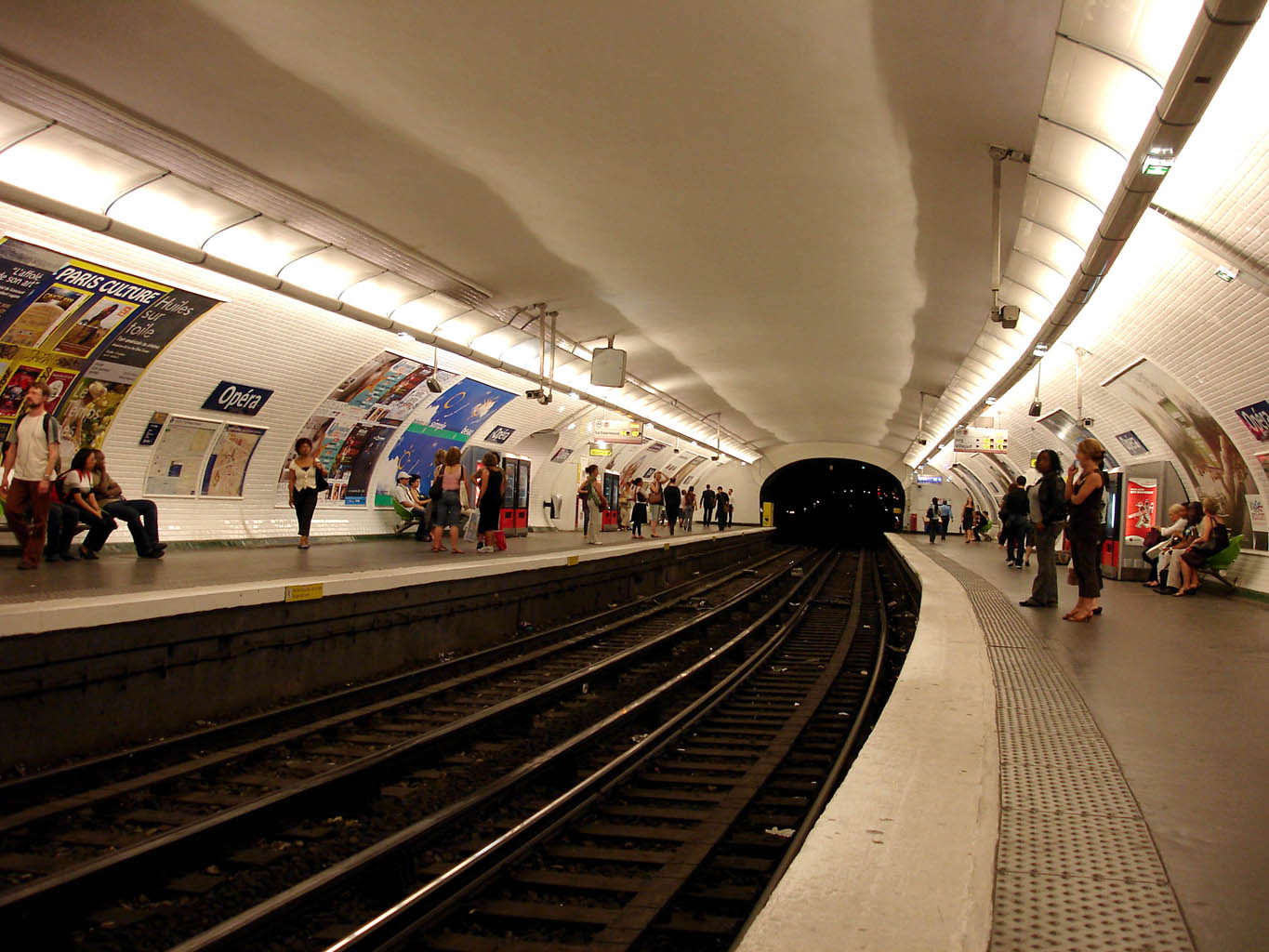
Perony linii 7
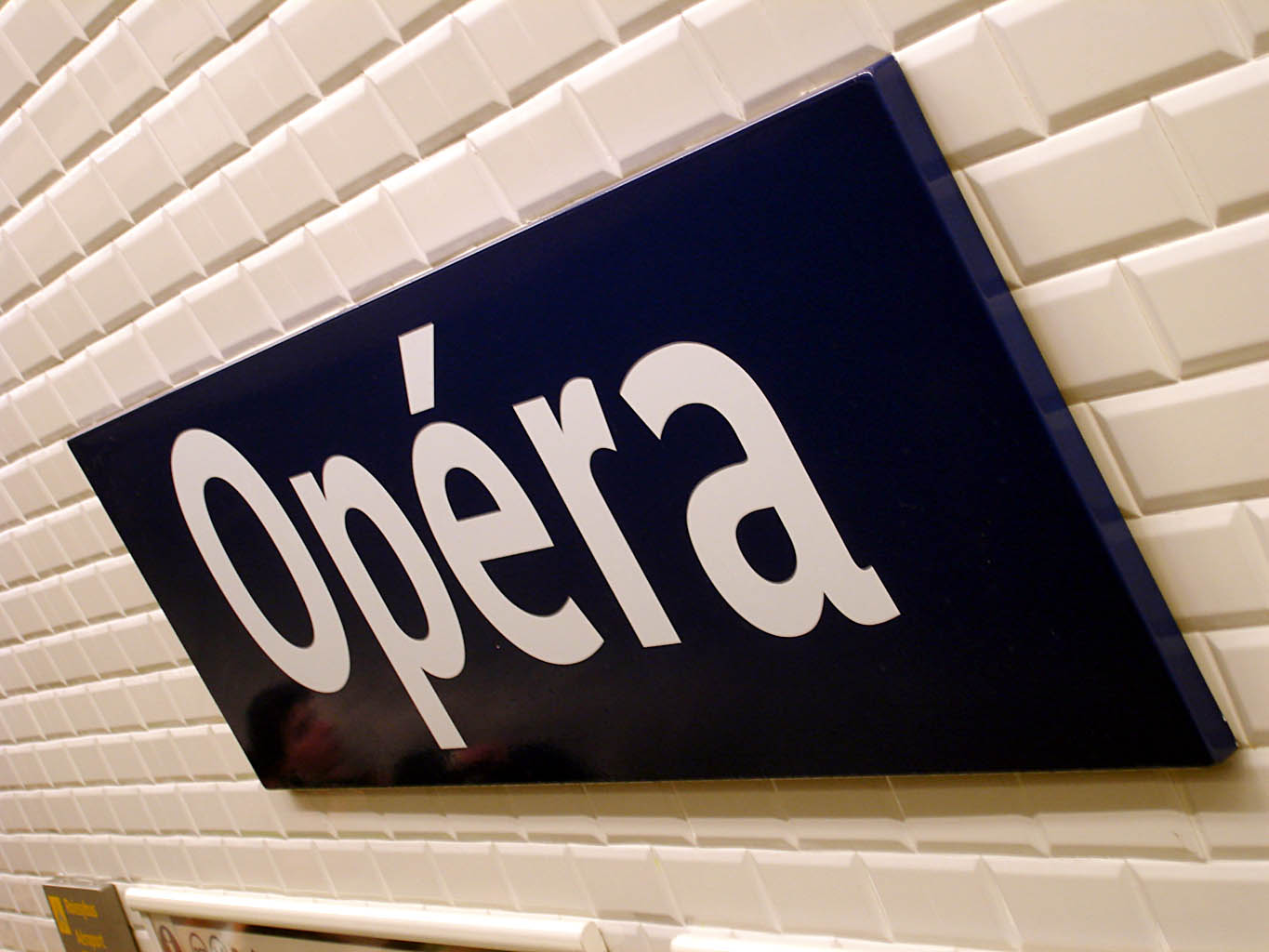
Tablica z nazwą stacji, pisaną krojem Parisine, linia 7
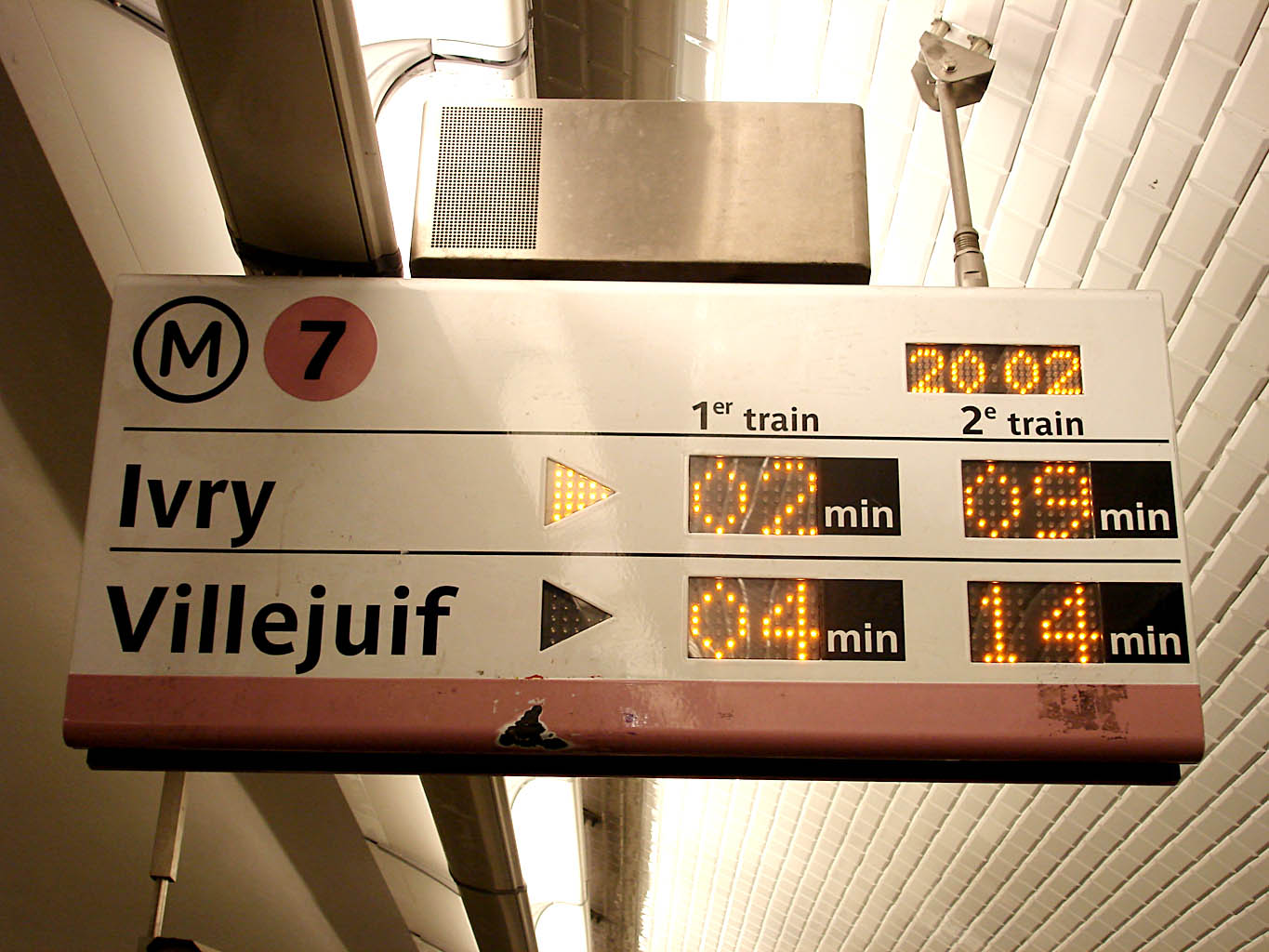
Tablica systemu informacji pasażerskiej SIEL,  linia 7
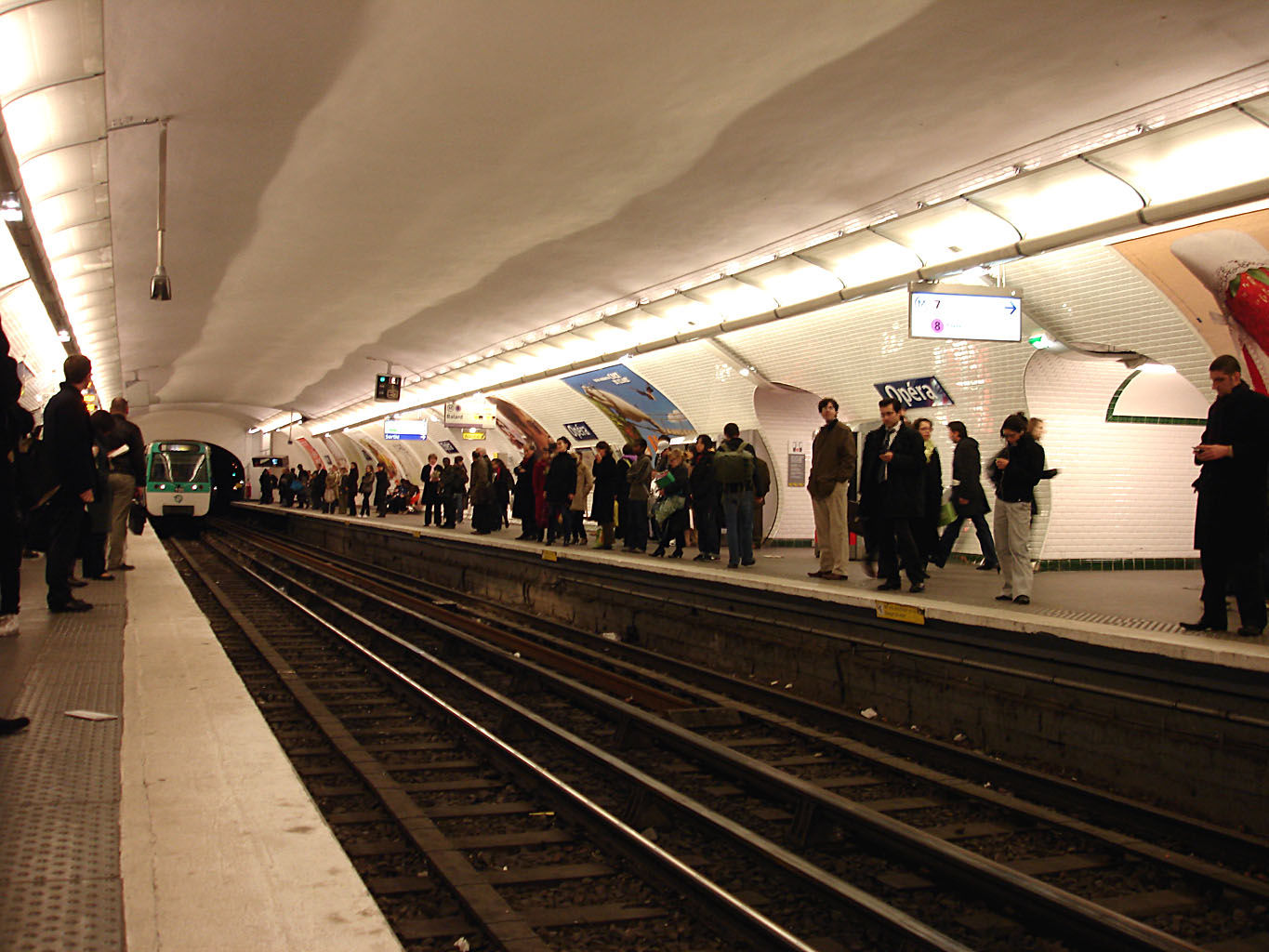
Perony linii 8
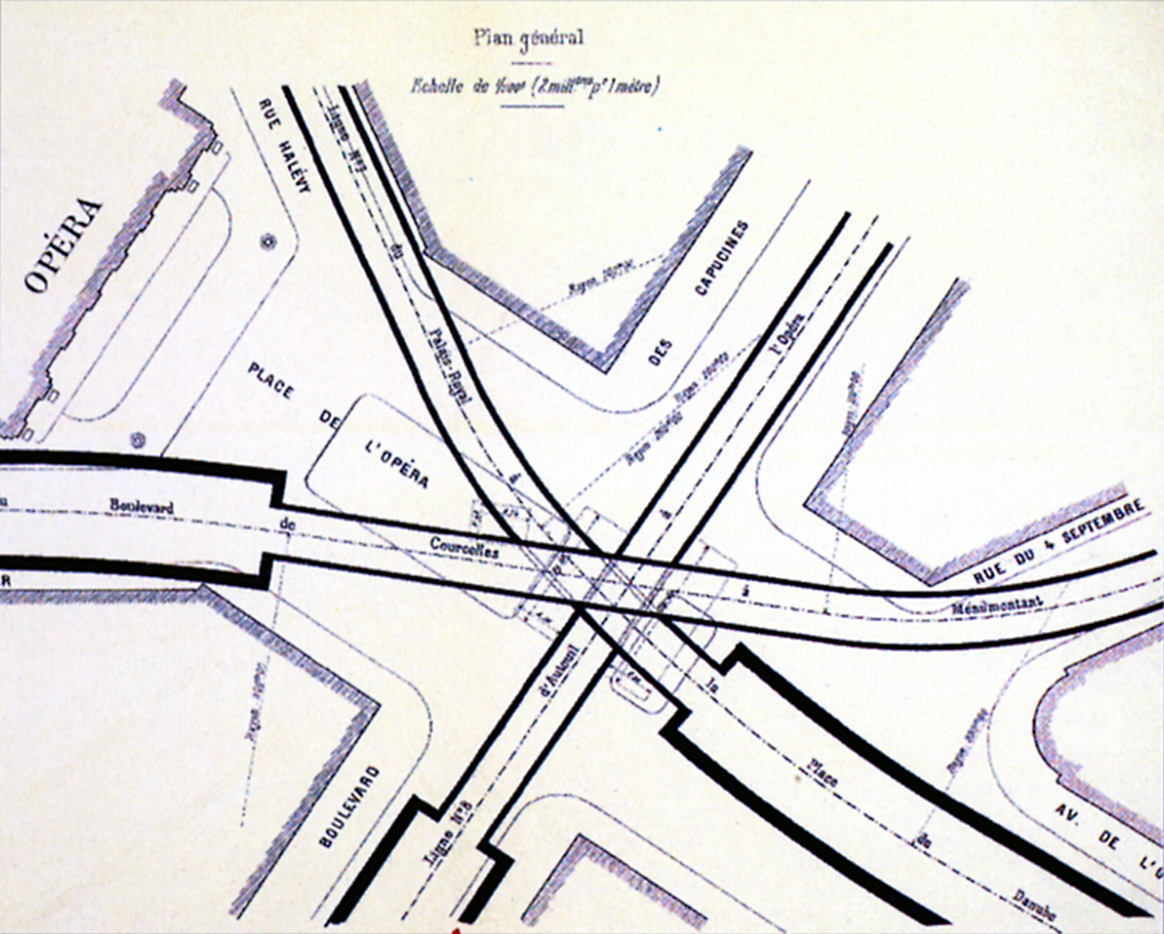
Plan „studni” pod Place del’Opéra